# Avi Mograbi
Avi Mograbi (en hébreu, אבי מוגרבי), né en 1956 à Tel Aviv, est un réalisateur et acteur israélien.

## Biographie
Issu d'une famille sioniste, Avi Mograbi rompt avec les positions familiales assez tôt. Il suit des études d'art à l'École d'art de Ramat Ha-Sharon et de philosophie à l'Université de Tel Aviv de 1979 à 1982. Quand il débute dans les métiers du cinéma, il se retrouve notamment l'assistant de Claude Lelouch et fait le chauffeur sur un film de Costa-Gavras.
Pendant la guerre contre le Liban, Avi Mograbi devient le porte-parole d'un groupe de soldats qui refusent l'incorporation. Cet épisode lui vaut quelques jours de prison.
Il rejoint plus tard une organisation de parents de jeunes gens qui refusent de faire leur service militaire et travaille également pour une autre qui recueille et diffuse des témoignages non officiels de soldats.
Il est membre du comité de parrainage du Tribunal Russell sur la Palestine, dont les travaux ont commencé le 4 mars 2009.
Son œuvre, d'esthétique documentaire, est marquée par ses convictions politiques (notamment anti-sionistes) et son recours à la parole et à la mise en scène de soi, ; et ce, dès son premier long métrage en 1996, Comment j'ai appris à surmonter ma peur et à aimer Ariel Sharon.

### Vie privée
Avi Mograbi s'est marié avec l'essayiste et professeure de Cultural Studies Tamar Berger (he).

## Filmographie
- 1989 : Deportation, 1989, 16 mm, fiction, 12 minutes. Festival de court métrage de Cracow, Dragon d'argent. Institut du film israélien, Prix du meilleur montage.
- 1994 : The reconstruction, (The Danny Katz murder case), vidéo, 50 minutes, documentaire. Institut du film israélien, Prix du meilleur documentaire.
- 1996 : Comment j'ai appris à surmonter ma peur et à aimer Ariel Sharon, vidéo, 61 minutes.
- 1998 : Happy Birthday, Mr Mograbi!, 16 mm, 77 minutes. Festival international du film documentaire de Yamagata, Runner Up Prize.
- 1999 : Relief, 5 minutes, installation vidéo.
- 2000 : Will you please stop bothering me and my family, 7 minutes, installation vidéo.
- 2001 : Août, avant l'explosion, 35 mm, 72 minutes. Prix de la paix, Berlin 2002.
- 2002 : At the back, installation vidéo.
- 2002 : Wait, it's the soldiers, I have to hang up now, 13 minutes, vidéo.
- 2005 : Pour un seul de mes deux yeux, 100 minutes.
- 2008 : Z32, 81 minutes.
- 2012 : Dans un jardin je suis entré, 97 minutes.
- 2016 : Entre les frontières (Bein gderot), 85 minutes.
- 2020, Les 54 premières années, en 2 parties : 1) L'occupation israélienne, 2) Le conflit militaire; documentaire Arte.

## Sources